# 임지열
임지열(林志列, 1995년 8월 22일 ~ )은 KBO 리그 키움 히어로즈의 내야수, 외야수이다. 개명 전 이름은 '임동휘(林東輝)'이다. 그의 아버지는 전 KBO 리그 한화 이글스의 외야수이자, 현재 KBO 리그 한화 이글스의 스카우트 팀장인 임주택이다.

## 한국 프로야구 시절

### 넥센 히어로즈시절
2014년에 입단하였다.

### 경찰 야구단시절
2017년에 입단하였다.

### 넥센 히어로즈복귀 &키움 히어로즈시절
2018년에 복귀하였다. 2019년 5월 21일 NC전에서 데뷔 첫 경기를 치렀고, 경기에서 2타수 무안타를 기록했다. 2019년 6월 15일 한화전에서 데뷔 첫 안타를 쳐 냈다.
2022년 포스트시즌에서 3홈런을 기록하며 팀의 한국시리즈 준우승에 기여했다.

## 호주 프로야구 시절
2019년에 질롱 코리아에 입단하였다.

## 출신 학교
- 대전신흥초등학교
- 충남중학교(전학) → 건국대학교 사범대학 부속중학교
- 덕수고등학교

## 통산 기록
| 연도 | 팀명  | 타율  | 경기 | 타수 | 득점 | 안타 | 2루타 | 3루타 | 홈런 | 루타 | 타점 | 도루 | 도실 | 볼넷 | 사구 | 삼진 | 병살 | 실책 |
| ---- | ----- | ----- | ---- | ---- | ---- | ---- | ----- | ----- | ---- | ---- | ---- | ---- | ---- | ---- | ---- | ---- | ---- | ---- |
| 2019 | 키움  | 0.133 | 11   | 15   | 0    | 2    | 1     | 0     | 0    | 3    | 3    | 0    | 0    | 1    | 1    | 7    | 1    | 2    |
| 2020 | 키움  | 1.000 | 1    | 1    | 1    | 1    | 0     | 0     | 0    | 1    | 0    | 0    | 0    | 0    | 0    | 0    | 0    | 0    |
| 2021 | 키움  | 0.120 | 19   | 25   | 5    | 3    | 0     | 0     | 0    | 3    | 0    | 0    | 1    | 4    | 1    | 10   | 1    | 0    |
| 2022 | 키움  | 0.275 | 40   | 131  | 16   | 36   | 6     | 0     | 1    | 45   | 15   | 1    | 0    | 10   | 2    | 43   | 2    | 0    |
| 2023 | 키움  | 0.259 | 72   | 212  | 22   | 55   | 8     | 0     | 5    | 78   | 35   | 1    | 0    | 28   | 3    | 64   | 3    | 7    |
| 2024 | 키움  | 0.102 | 22   | 49   | 4    | 5    | 0     | 0     | 1    | 8    | 5    | 0    | 0    | 7    | 0    | 16   | 2    | 0    |
| 통산 | 6시즌 | 0.236 | 165  | 433  | 102  | 97   | 15    | 0     | 7    | 138  | 58   | 2    | 1    | 50   | 7    | 140  | 9    | 8    |